# L'Affaire Van Haken
Pour les articles homonymes, voir Haken (homonymie).
Série
Black Dawn
(2005)
Pour plus de détails, voir Fiche technique et Distribution.
L'Affaire Van Haken (The Foreigner) est un film d'action américano-polonais réalisé par Michael Oblowitz (en) et sorti en 2003. Il met en scène Steven Seagal dans le rôle principal.
Il est suivi de Black Dawn sorti en 2005.

## Synopsis
L'agent Jonathan Cold accepte un dernier contrat : transporter et livrer en mains propres un paquet à monsieur Van Haken. Mais cette mission prend une autre tournure lorsque de nombreux tueurs lancés à sa poursuite cherchent à intercepter le précieux et mystérieux colis.

## Fiche technique
- Titre original : The Foreigner
- Titre français : L'Affaire Van Haken
- Réalisation : Michael Oblowitz (en)
- Scénario : Darren O. Campbell
- Musique : David Wurst et Eric Wurst
- Production : Steven Seagal, Andrew Stevens, Elie Samaha, Kamal Aboukhater
- Société de distribution : TriStar
- Budget : 16 700 000 dollars
- Pays d’origine :  États-Unis |  Pologne
- Durée : 96 minutes
- Genre : Film d'action, Thriller
- Date de sortie :
  -  Corée du Sud : 20 juin 2003

## Distribution
- Steven Seagal : Jonathan Cold
- Max Ryan : Dunoir
- Harry Van Gorkum : Jerome Van Haken
- Jeffrey Pierce : Sean Cold
- Anna-Louise Plowman : Meredith Van Haken
- Sherman Augustus : M. Mimms
- Gary Raymond : Jared Olyphant

## Suite
Black Dawn sort deux ans plus tard.